# 말랴상
《말랴상》(포르투갈어: Malhação)은 1995년부터 현재까지 방영된 브라질의 연속극이다.